# جت اکسپرس
جت اکسپرس (به انگلیسی: Jet Express) یک شرکت هواپیمایی با کد یاتا G2 است که در ۱۹۸۹ میلادی تأسیس شده‌است. قطب جت اکسپرس در فرودگاه بین‌المللی لیبرویله قرار دارد.